# Verzorgingsplaats Veenbult
Verzorgingsplaats Veenbult is een Nederlandse verzorgingsplaats gelegen aan de A15 Europoort-Bemmel tussen afritten 28 en 29, ten oosten van Gorinchem, in de gemeente West Betuwe.
Bij de verzorgingsplaats zijn geen voorzieningen aanwezig.
Richting Bemmel:
Staeldiep · 
Portland · 
Ridderkerk · 
Steenenhoek · 
Veenbult · 
Molenkamp · 
De Mark · 
Overbroek · 
Leigraaf
Richting Maasvlakte:
Varakker ·
Eigenblok ·
Den Bout · 
Alblasserdam